# Trichotanypus stilifer
Trichotanypus stilifer är en tvåvingeart som först beskrevs av Jean-Jacques Kieffer 1915.  Trichotanypus stilifer ingår i släktet Trichotanypus och familjen fjädermyggor.
Artens utbredningsområde är Tyskland. Inga underarter finns listade i Catalogue of Life.